# Kerzell
Kerzell is een plaats in de Duitse gemeente Eichenzell, deelstaat Hessen, en telt 890 inwoners (2006).